# Flaga Bangladeszu
Flaga Bangladeszu – przedstawia czerwony krąg symbolizujący walkę o niepodległość na zielonym tle symbolizuje ziemię. Proporcje flagi to 3:5.
Pierwsza flaga Bangladeszu została przyjęta w marcu 1971 roku i przetrwała tylko rok. Była podobna do obecnej flagi, ale w czerwonym kręgu był żółty kontur państwa. Obecna flaga została oficjalnie przyjęta 25 stycznia 1972 roku.

Proporcje flagi Bangladeszu
Flaga Pakistanu Wschodniego w latach 1955–1971
Pierwsza flaga Bangladeszu (1971–1972)
Obecna flaga Bangladeszu (od 1972)